# Рогожин, Анатолий Иосифович
Анато́лий Ио́сифович Рого́жин (укр. Анатолій Йосипович Рогожин; 27 октября 1923, Тбилиси, ССРГ, ЗСФСР, СССР — 27 декабря 2000, Харьков, Украина) — известный советский и украинский учёный-правовед, выдающийся специалист в области истории государства и права. Доктор юридических наук (1967), профессор (1968), академик Академии правовых наук Украины (1992).
Участвовал в Великой Отечественной войне. В 1950—60-х годах был деканом одного из факультетов, проректором и исполняющим обязанности ректора Харьковского юридического института. Затем с 1960-х годов по 1992 год был заведующим кафедр теории государства и права и истории государства и права этого же вуза, а с 1992 года и до смерти работал профессором последней.
Среди учеников Анатолия Рогожина были В. Д. Гончаренко, В. И. Лозо, М. М. Оманидзе и В. А. Румянцев. Он являлся автором и соавтором более чем 180 научных трудов, в том числе соавтором монографии «История государства и права Украинской ССР» (1976) и учебника «История государства и права Украины. Академический курс», за которые в 1981 и 2002 годах был удостоен Государственных премий в области науки и техники Украинской ССР и Украины соответственно. Заслуженный работник высшей школы Украинской ССР (1981).

## Биография
Анатолий Рогожин родился 27 октября 1923 года в Тбилиси в семье служащего. Получив среднее образование, поступил в Тбилисское артиллерийское училище, которое окончил 7 декабря 1941 года. Сразу после окончания училища, начиная с декабря 1941 года, служа в рядах Красной армии, участвовал в Великой Отечественной войне. Воевал на Южном, Сталинградском и 4-м Украинском фронтах. Последовательно командовал взводом, батареей и дивизионом. Был удостоен двух орденов и семи медалей. В 1943 году стал членом ВКП (б). В 1944 феврале года получил тяжёлое ранение и был направлен в госпиталь, а в 1945 (по другим данным в том же 1944) году был демобилизован по инвалидности.
В 1945 году поступил в Харьковский филиал Всесоюзного заочного юридического института, который окончил в 1947 году и поступил в аспирантуру на кафедру истории государства и права Харьковского юридического института (ХЮИ). В 1950 году окончил аспирантуру и начал трудиться на должности декана факультета. С 1952 по 1962 (по другим данным с 1953 по 1964) годы находился на должности заместителя директора (проректора) по учебной и научной работе.
В 1963—1964 годах был исполняющим обязанности ректора ХЮИ. В 1964 году поступил в докторантуру. В 1966 (по другим данным — 1964) году стал заведующим кафедры теории государства и права, а в 1969 (по другим данным в 1971) — заведующим кафедры истории государства и права, с 1992 года являлся профессором этой кафедры.
Совмещая работу на административных должностях, читал курс лекций по ряду предметов: с 1950 по 1960 год — по всемирной истории государства и права, с 1960 по 1965 год — по теории государства и права и с 1965 по 2000 год — по отечественной истории государства и права.
В 1992 году был избран членом Президиума и академиком-секретарём Отделения теории и истории государства и права Академии правовых наук Украины.
Анатолий Иосифович Рогожин скончался 27 декабря 2000 года в Харькове. Был похоронен на Втором городском кладбище Харькова.
Имел сына Бориса и внука Александра.

## Научная деятельность
Анатолий Иосифович специализировался на исследовании проблем истории государства и права Киевской Руси, времён Восстания Хмельницкого, СССР, Украины XX столетия и стран Древнего Востока. В 1950-х годах на кафедре истории государства и права начались историко-правовые исследования украинской государственности, в рамках которых А. И. Рогожин под научным руководством доктора юридических наук, профессора Савелия Львовича Фукса написал и защитил диссертацию на соискание учёной степени кандидата юридических наук на тему «Социалистическая законность в УССР во время проведения Великой Октябрьской социалистической революции, гражданской войны и иностранной военной интервенции». Защитив кандидатскую диссертацию, Рогожин продолжил изучать историю государства и права в период Гражданской войны, и опубликовал ряд трудов на это тему, итогом которых стала защищённая в 1967 году в Харьковском юридическом институте диссертация на соискание учёной степени доктора юридических наук на тему «Украинское советское государство и право в период иностранной интервенции и гражданской войны». Официальными оппонентами Рогожина на защите докторской диссертации были доктора юридических наук, профессора Б. М. Бабий, Д. Л. Златопольский и О. И. Чистяков, а неофициальным оппонентом доктора юридических наук, профессор С. Л. Фукс. В том же году ему была присвоена соответствующая учёная степень, а в следующем году — учёное звание профессора. В 1992 году был избран академиком Академии правовых наук Украины.
В конце 1950-х — начале 1960-х годов Анатолий Иосифович вместе с С. Л. Фуксом и И. П. Сафроновой совместно написали треть фундаментальной монографии «История государства и права Украинской ССР (1917—1960 гг.)». В 1960-х годах вместе с И. П. Сафроновой и Н. Н. Страховым опубликовал ряд работ по истории государства и права стран Азии и Африки.
В 1976 году А. И. Рогожин написал главу «Государственный строй и право Советской Украины в условиях иностранной военной интервенции и гражданской войны (1918—1920 гг.)» для монографии «История государства и права Украинской ССР». В этом труде Анатолий Иосифович исследовал вопросы, связанные с советским государственным управлением в период наступления Деникина и после его поражения и межгосударственными связями между новосозданными союзными республиками. За участие в написании этого издания в 1981 году, наряду с другими соавторами — Бабием Б. М., Бражниковым В. Е., Бурчаком Ф. Г., Мригой В. В., Павловским Р. С., Потарикиной Л. Л., Тарановым А. П., Терлецким В. М. и Фуксом С. Л., был удостоен Государственной премии Украинской ССР в области науки и техники.
В 2000 году Анатолий Иосифович вместе с В. Я. Тацием стал редактором и одним из соавторов двухтомного учебника «История государства и права Украины. Академический курс» (укр. «Історія держави і права України. Академічний курс»). Разделы, в написании которых принимал участие академик Рогожин особо отличались насыщенностью. За написание этого академического курса, в 2002 году пяти его основным авторам — Гончаренко В. Д., Сафроновой И. П., Страхову Н. Н., Копыленко А. Л. и Рогожину А. И., была присуждена Государственна премия Украины в области науки и техники.
Анатолий Иосифович участвовал в написании статей для ряда энциклопедических изданий. Он был автором восьми статей для Украинской советской энциклопедии, также участвовал в написании статей для четырёхтомника «Радянська енциклопедія історії України», который издавался 1969—1972 годах и шеститомника «Юридична енциклопедія», который издавался в 1998—2004 годах.
А. И. Рогожин был членом редакционных коллегий сборников научных трудов «Проблемы законности» и «Вестник Академии правовых наук Украины» (с 1993 года).
Анатолий Рогожин считается одним из основоположников учебной дисциплины «история государства и права Украины» и является создателем соответствующей научной школы в Харькове. Научные труды Анатолия Иосифовича по этой дисциплине были высоко оценены учёными-правоведами и пользовались спросим за пределами Украины, а также использовались для написания учебной литературы уже после смерти Рогожина.
Занимался подготовкой новых педагогов-правоведов, он был научным консультантом 5 докторов и научным руководителем 13 кандидатов юридических наук (по другим данным 6 докторов и 18 кандидатов юридических наук). Среди учёных, научным консультантом или руководителем у которых был Анатолий Иосифович были: С. П. Виноградская, С. И. Власенко, Л. С. Гамбург, Глухачев Е. Ф., В. Д. Гончаренко, В. П. Горбачев, А. Н. Долженко, Л. А. Зайцев, В. Е. Кириченко, М. Ш. Киян, В. И. Лозо, Т. А. Матвеева, М. М. Оманидзе и В. А. Румянцев. Также Анатолий Рогожин был официальным оппонентом во время защиты диссертаций у ряда учёных, в том числе: А. Г. Кушниренко, Г. Е. Петухова, В. Г. Розумного, А. Д. Святоцкого, Ю. П. Титова и М. В. Цвика.

Тяжело найти такого украинского исследователя в области истории государства и права, которому бы не оппонировал по диссертации Анатолий Иосифович или не рецензировал его научные труды— Право Украины, 2001, № 2

## Оценки
Современники охарактеризовали Анатолия Иосифовича как талантливого педагога и эрудированного человека, которому были присущи «высокие человеческие качества», в том числе: принципиальность, порядочность, ответственное отношение к работе, скромность, трудолюбие.
Академик НАН Украины Василий Яковлевич Таций охарактеризовал Анатолия Иосифовича как учёного, который «знал историю государства и права и права славян, как никто другой, начиная со времён Киевской Руси».

Фигура А. Й. Рогожина — уникальное явление на постсоветском пространстве и в науке, и в государственном. Он стал одним из основателей развития не только Харьковского юридического института, но и юридического образования бывшего Советского Союза. Анатолий Иосифович Рогожин оставил богатое научное наследие. Он был талантливым и требовательным педагогом, лектором, оратором, заботливым и отзывчивым человеком— академик НАПрН Украины Анатолий Гетьман

## Награды и память
Анатолий Иосифович был удостоен следующих наград:
- Орден «За заслуги» III степени (8 мая 1999) — «за весомые достижения в профессиональной деятельности, высокий профессионализм»[47];
- Орден Отечественной войны I степени (6 апреля 1985)[48];
- Орден Красной Звезды (19 сентября 1943)[49][6];
- Государственная премия УССР в области науки и техники (1981)[45];
- Государственная премия Украины в области науки и техники (16 декабря 2002, посмертно)[45][21];
- Заслуженный работник высшей школы Украинской ССР[укр.] (1981)[10] — «за заслуги в подготовке высококвалифицированных специалистов и развитии юридической науки»[50];
- Медаль «За трудовую доблесть» (15 сентября 1961) — «за большие заслуги в подготовке специалистов и развитии науки»[51];
- Почётная грамота Президиума Верховного Совета Украинской ССР (18 октября 1990) — «за заслуги в развитии правоведения и подготовке высоквалифицированых юридических кадров»[52];
- Почётное звание «Заслуженный профессор Национальной юридической академии Украины имени Ярослава Мудрого»[53];
- ряд прочих наград.

В октябре 2013 года в Национальном юридическом университете имени Ярослава Мудрого прошёл «круглый стол» «Актуальные проблемы науки истории государства и права», который был приурочен к 90-летию со дня рождения Анатолия Иосифовича Рогожина. В том же месяце в Полтавском юридическом институте Национального юридического университета имени Ярослава Мудрого прошёл ещё один круглый стол, который был посвящён памяти профессоров Анатолия Рогожина и Николая Страхова.
В Национальном юридическим университете сложилась традиция ежегодного возложения цветов на могилы учёных университета — фронтовиков, похороненных на 2-м городском кладбище Харькова: В. Ф. Маслова, Р. С. Павловского, А. И. Рогожина, А. И. Свечкарёва, В. В. Сташиса, Н. Н. Страхова и М. В. Цвика.